# Chavín
Od 10. do 1. stoljeća pr. Kr. u Peruu je cvjetala veličanstvena civilizacija. Danas je poznata pod nazivom Chavín, prema važnom gradu Chavín de Huántaru u srednjem Peruu. Njezin je narod stvorio velike hramove, fine tkanine i vjersku umjetnost osebujnog stila. Oni su bili i prvi narod koji je ujedinio ravničarsko priobalno područje Perua s visokim planinskim Andama u zaleđu. Time su pripremili put ostalim peruanskim civilizacijama, kao što su Inke. Nakon pada Chavina u području Anda razvile su se druge kulture, primjerice Chimú.

## Umjetnost
Chavínska umjetnost bila je vrlo složena. Umjetnici su izrađivali kamene reljefe, kipove od plemenitih metala te prekrasne tkanine, od kojih su neke i sačuvane. Njihove najomiljenije teme bili su bogovi i boginje te svećenici, ptice i životinje koje su im bile posvećene. Mnoga umjetnička dijela, poput tkanina i zlatnih kipića, bila su malena i lako su se prenosila. Njima se trgovalo u cijeloj Južnoj Americi, a kasnije kulture oponašale su njihove stilove.

### Kenning
Chavínski kipari voljeli su za prikazivanje dijelova tijela koristiti kenning, svojevrsnu vizualnu igru. Umjesto da realistično prikažu lice osobe, oni su stvarali ponavljajući motive kao što su oči i zmije. Zbog toga su mnogi chavínski reljefi veoma zamršeni i teško ih je razumjeti. Taj andski narod izrađivao je i vrlo dekorativne keramičke posude s visokim zakrivljenim ručkama.

## Religija
Chavínski narod je imao nekoliko bogova među kojima je bila i spodoba zvana El Lanzón ili  "nasmiješeni bog". Njegov kip je bio smješten u središnjoj prostoriji hrama u Chavín de Huántaru. Iznad kipa je bila rupa. Kroz tu rupu je mogla govoriti skrivena osoba, ostavljajući utisak da govori sam bog.
To je vjerojatno bio glavni bog "Staroga hrama" jer je njegov kip pronađen je u najskrovitijim prostorijama stare građevine. Bila je to ljudska figura s mačijim zubima što upućuje na to da je bio polučovjek i polujaguar poput mnogih starih bogova u Južnoj i Srednjoj Americi.
Još jedno važno chavínsko božanstvo poznato je kao "Bog sa štapom". Taj lik prikazan je na reljefima kako maše dugim štapom. Često se prikazuje s kulturama kao što su manioka, tikvice i paprike, a vjerovalo se da je opskrbnik i zaštitnik ovih dragocijenih namirnica.

## Nakon Chavína
Nakon propasti Chavína, Andama je dominiralo nekoliko civilizacija. Još jedna planinska kultura, Tiahuanaco, i susjedna, Huari, cvjetale su od 6. do 10. stoljeća dok ih nisu pokorili Inke.

### Tiahuanaco
Ovo planinsko carstvo bilo je snažna, centralizirana država smještena u gradu na visokoj zaravni, 4000 m iznad morske razine. Među njezinim spomenicima su Sunčana vrata isklesana iz jednog kamenog bloka.